# Agonoscena crotalariae
Agonoscena crotalariae är en insektsart som först beskrevs av Franklin William Pettey 1924.  Agonoscena crotalariae ingår i släktet Agonoscena och familjen rundbladloppor. Inga underarter finns listade i Catalogue of Life.